# Палмизано, Сэмюэл
Сэмюэл Дж. «Сэм» Палмизано (англ. Samuel J. "Sam" Palmisano; род. 29 июля 1951, Балтимор, Мэриленд) — американский бизнесмен, топ-менеджер, бывший президент и восьмой генеральный директор (2002—2011), и председатель совета директоров (2003—2012) корпорации IBM.
При нём по состоянию на 2009 год IBM стала крупнейшей ИТ-корпорацией в мире и 45-й по величине компанией в целом.

## Карьера
1 сентября 2000 года Сэм Палмизано стал президентом и главным операционным директором (COO) корпорации IBM.
29 января 2002 года Совет директоров IBM назначил с 1 марта Сэма Палмизано на пост генерального директора (CEO) корпорации, ставшего преемником Лу Герстнера, который в свою очередь останется председателем совета директоров до конца 2002 года.
С 1 января 2003 года он также стал председателем совета директоров корпорации IBM.
25 октября 2011 года IBM объявила, что с 1 января 2012 года Вирджиния Рометти станет следующим президентом и генеральным директором компании, сменив на этой должности Сэма Палмизано, который сохранил за собой пост председателя. С 1 октября 2012 года Рометти также взяла на себя дополнительную роль председателя совета директоров IBM.